# زبیده بشیر
زبیده بشیر (۶ فوریه ۱۹۳۸ – ۲۱ اوت ۲۰۱۱) شاعر تونسی بود. تحصیلات مدرسه‌ای ندید، اما به خودآموزی در خانه پرداخت. از سال ۱۹۵۸ تا ۱۹۸۴ به عنوان گوینده، تهیه‌کننده و مجری رادیو کار کرد. زبیده بشیر، اولین شاعر زن تونسی است که پس از استقلال در دوران مدرن، مجموعه شعری منتشر کرد، آن هم در سال ۱۹۶۸ با مجموعهٔ «حنین». او را یکی از برجسته‌ترین شاعران دههٔ ۱۹۵۰ تونس می‌دانند که نامش با برنامه‌های فرهنگی‌اش در رادیو درخشید سپس با خلاقیت شاعرانه‌اش که در آن زمان در مجلات مختلف منتشر می‌شد، شناخته شد. او شعرهای آزاد و کلاسیک می‌سرود و به موضوعات مورد علاقهٔ زنان و میهن می‌پرداخت.

## زندگی و پیشه
زبیده بشیر در ۶ فوریه ۱۹۳۸ در ساقیه سیدی یوسف، استان کاف، به دنیا آمد. نامش در دفاتر رسمی، زبیده بنت بشیر بن محمد السوفی ثبت شد، السوفی نسبتِ زادگاه اصلی پدرش، وادی سوف در الجزایر است. پدر الجزایری او از منطقهٔ وادی سوف در استان ورقله، در جنوب الجزایر، به منطقهٔ ساقیة سیدی یوسف در استان کاف تونس مهاجرت کرد. زبیده تحصیلات مدرسه‌ای ندید، اما به خودآموزی در خانه پرداخت. پدرش شیخی را آورد که کل قرآن را به او و خواهرش آموخت و آن دو شصت جزء را به خوبی حفظ کردند، علاوه بر آنچه از احادیث و علوم آن در دسترس بود. معلم زن آنها همچنین برخی از بهترین شعرهای عرب کهن و ادبیات عرب را به آنها آموخت. او از کودکی خود را وقف مطالعه کرد، استعدادش در سنین پایین شکوفا شد و به محض رسیدن به سن ۱۶ سالگی شروع به سرودن شعرهای وجدانی کرد.شعر «پایان یک دل» (به عربی: نهاية قلب) اولین شعر او شمرده می‌شود. در سال ۱۹۵۷ برندهٔ جایزهٔ ادبی رادیو تونس شد. در همان سال برای اولین بار برای داستان «نغمه غمگین»، جایزهٔ ادبیات را از رادیو پاریس (در دو سال متوالی ۱۹۵۷ و ۱۹۵۸) دریافت کرد. سال بعد، با شعر «عشق گمشده» دوباره موفق به دریافت همان جایزه شد. پس از انتشار اولین مجموعه اشعار خود در سال ۱۹۶۸ با عنوان «حنین»، شروع به انتشار شعر خود با نام کوچک «حنین» و با نام مستعار «لمیاء» کرد.
در سال ۱۹۶۰ به عنوان هماهنگ‌کنندهٔ برنامه در رادیو تونس کار کرد. وی سرپرستی برخی از برنامه‌های ادبی را در این مؤسسه بر عهده داشت، از جمله: دوستداران ادبیات، مرادفات، دیدار با عزیزان و برنامهٔ «یک گل از هر باغ» با همکاری شاعر الشاذلی زکار. او همچنین در چندین برنامهٔ ادبی در ایستگاه‌های رادیویی صدای آمریکا، لندن و پاریس شرکت کرد، از جمله، مناظره‌های ادبی که توسط انور حدید و احمد بن عبدالله با او انجام شد. بشیر در مجامع ادبی و سمینارهای بین‌المللی در برخی از کشورهای عربی و اروپایی از جمله لیبی، بلژیک، عراق و مصر شرکت کرد، از جمله: کنگرهٔ جهانی شعر در بلژیک، ۱۹۶۲؛ نشست شاعران عرب در طرابلس، ۱۹۶۲؛ پنجمین نشست نویسندگان عرب در بغداد، ۱۹۶۵؛ جشن طلایی هدی شعراوی در قاهره، ۱۹۷۵. برخی از آثار ادبی خود را در مجلات و روزنامه‌های عربی و خارجی منتشر کرد، مانند: «فائزه» (نخستین مجلهٔ زنان تونسی که پس از استقلال منتشر شد)، «الخنساء»، «الهلال»، «الاهرام»، «الکواکب».برخی از اشعار او به زبان‌های فرانسوی، اسپانیایی، انگلیسی و لهستانی ترجمه شده است. به منظور قدردانی از درخشش شعری او از دههٔ ۱۹۶۰ و به دلیل پیشرو بودن در انتشار شعرهایش از زمان استقلال، کردیف (مرکز تحقیقات، مطالعات، اسناد و اطلاعات زنان) از سال ۱۹۹۵ تصمیم گرفت که جایزه‌ای سالانه به نام زبیده بشیر در زمینهٔ خلاقیت ادبی توسط بانوان به دو زبان عربی و فرانسوی اعطا کند. جایزهٔ زبیده بشیر جایزه‌ای ویژه برای آثار ادبی زنان تونسی (به زبان‌های عربی و فرانسوی) در مراسمی که هر ساله در هشتم مارس به مناسبت روز جهانی زن برگزار می‌شود، به زنان برجسته اهدا می‌شود. از سال ۱۹۹۷، دو جایزه برای نوشته‌های علمی برجسته اضافه شده است تا زنان تونسی را به نوشتن در زمینه‌های مختلف علم و دانش تشویق کند. در سال ۲۰۰۱، جایزهٔ زبیده بشیر بخش تحقیقات علمی دربارهٔ زنان به جایزه اضافه شد که به محقق مرد یا زن اعطا می‌شود که آثار برجسته‌ای را ارائه کند که به شرایط زنان در جمهوری تونس می‌پردازد. دومین مجموعه شعری او با نام «آلاء» در ۲۰۰۲ منتشر شد.
در سال ۱۹۹۴ از کار رادیویی بازنشستگی کامل گرفت. در سال‌های آخر زندگی‌اش، بیمار شد. او بیشتر اوقات در یک بیمارستان خصوصی در کما به دلیل خطای پزشکی دراز می‌کشید. در روز ۲۱ اوت ۲۰۱۱ در سن ۷۳ سالگی در بیمارستان خصوصی درگذشت. او پیش از انتقال به بیمارستان خصوصی در شرایط وخیمی در بیمارستان نظامی تحت عمل جراحی قرار گرفته بود، اما نتیجه‌ای نداشت.